# ساری‌سو (پلدشت)
ساری سو، روستایی است در شهرستان پلدشت استان آذربایجان غربی ایران.

## جمعیت
این روستا در دهستان چایپاسار شرقی قرار داشته و بر اساس سرشماری سال ۱۳۸۵ جمعیت آن ۲۳۴نفر (۴۲ خانوار) 
بوده است.